# Laughing哥
梁笑棠（英語：Leung Siu Tong），綽號「Laughing哥」、「Laughing」、「Laughing Gor」、「Laughing Sir」，是多套香港無綫電視電視劇及邵氏電影的虛構角色，由香港男演員謝天華飾演，並讓其在2009年萬千星輝頒獎典禮上奪得「最佳男配角」獎。
首次出現於2009年香港無綫電視連續劇《學警狙擊》，他在劇中的真實身份為警方臥底（警隊編號：SSGT66715），在劇中受命潛伏入黑社會社團「進興」的高層搜集證據。《學警狙擊》於香港首播期間，“Laughing哥”的角色在2009年3月18日第二十二集劇中殉職，引發網路迷因，由於角色受廣大網民關注，無綫電視補拍結局，交代本應殉職的角色去向，並且決定開拍以其為主角的衍生電視劇及電影三部曲，包括2009年邵氏電影《Laughing Gor之變節》、2011年無綫電視劇《潛行狙擊》及2011年邵氏電影《Laughing Gor之潛罪犯》，其虛構世界或共同世界構成電影劇集聯動宇宙。

## 劇中經歷

### Laughing Gor之變節
梁笑棠在一次運送毒品時失手，從此被潘文基高級督察追捕。其實，梁笑棠本為黎天一的得力助手，黎天一為保障自己，委派梁笑棠潛入警隊當臥底，不料有組織罪案及三合會調查科也要求梁笑棠當警方臥底，潛入「正興」。自此梁笑棠成為雙重臥底，黎天一唯有派他對付正興社的另一個頭目兼天一死對頭蕭卓孝～座頭。此時，他與蕭卓孝之妹，蕭凱倫相戀，一方面受盡蕭卓孝壓迫反對，一方面「正興」被警方搗破時，梁笑棠面臨抉擇：繼續當任臥底，還是當回警察。最後，他決定繼續當任臥底，嘗試接近黑社會社團「進興」的杜亦天。

### 學警狙擊
梁笑棠已經潛伏於黑社會社團「進興」九年，成為其中一名話事人，深得首領杜亦天信任，負責的士高和販賣毒品。杜亦天被殺後，梁笑棠改為跟隨新任首領江世孝，追查製毒工場的線索。過程中，梁笑棠發現他在社團的手下鍾立文原來也是警方臥底，隸屬於胡卓仁高級警司。後來江世孝心生懷疑，下令鍾立文殺死梁笑棠。梁笑棠制伏鍾立文時被李柏翹射傷，他為了使鍾立文完成任務，要鍾立文開槍射殺他，以博取江世孝的信任。警方為免李柏翹因射殺同僚而自責，一直沒有恢復梁笑棠的身份。其實梁笑棠並沒有殉職，只是因預備到東莞進行另一項臥底任務要進行啞巴訓練而假裝死去和犧牲任務，直至警方搗破「進興」，他才恢復警察身份。

### 潛行狙擊
梁笑棠在東莞潛伏兩年，協助警方搗破粵港犯罪集團，因而獲擢升為警署警長。梁笑棠應鞏家培之邀請加入刑事情報科當臥底訓練教官，成為周望晴高級督察的下屬，並逐漸與周望晴相戀。其後梁笑棠與下屬楊立青一起以臥底身份潛入黑社會社團「義豐」，與警方線人蘇星柏合作，但蘇星柏卻有意接掌社團，二人因而反目。「義豐」被搗破後，周望晴被蘇星柏射傷，由高處墮下身亡。梁笑棠一怒之下槍殺蘇星柏，謀殺罪名成立，被判處終身監禁，但實際上是故意進入監獄進行臥底任務，蘇星柏並非梁笑棠槍殺。

### Laughing Gor之潛罪犯
梁笑棠在獄中繼續進行臥底任務，接近目標人物：前毒品調查科警署警長劉忠切，怎料劉忠切竟患有精神錯亂，梁笑棠只好向犯罪心理學教授霍天任求教，正當劉忠切的病情慢慢好轉，其卻把自己的腎臟挖出並交給梁笑棠。梁笑棠覺得事有可疑，便叫保安局副局長黎Sir讓他出獄，怎料黎Sir突然死亡。梁笑棠在別無他選的情況下被逼逃獄，並受到金三角毒販沙普邱的幫助，梁笑棠發現沙普邱竟是霍天任的一伙，霍天任與蘇星柏的關係亦非比尋常，梁笑棠犯下謀殺罪之迷終於揭開。候任助理處長卓景全亦受兩人幫助，憑將毒品循環再用而一直上位。梁笑棠的聯絡員亦於意外中死亡，梁笑棠自此孤軍作戰，以一人之力對抗全港警察......

## 網路迷因
「Laughing哥」這個角色在香港受到非常大的關注，在該角色死亡之後，「Laughing哥」一詞高踞雅虎香港搜尋人氣榜第一位，更有超過十萬網民在互聯網悼念他的「殉職」，佔全港網民近半成；在社交網絡服務網站Facebook的「Laughing哥」群組更有超過15萬名成員。

### 復活要求
無綫電視為了因應觀眾及網友的要求，在2009年3月24日對該劇的大結局進行補拍，為《學警系列》第四輯鋪後路。而劇中演員之一的陳鍵鋒亦證實了「Laughing哥」最終死而復生。補拍的片段已於2009年3月27日晚上10點30分在香港翡翠台、高清翡翠台播出，而馬來西亞Astro On Demand亦率先在同一天的晚上10點播出，片段不足一分鐘，顯示「Laughing哥」穿回警察制服，把一個1997年主權移交特別版的五元硬幣放進胸前口袋後，便對着鏡頭說：「無論Laughing係生係死，Laughing都會喺度，一日警察，一世警察。着得起呢套制服，咁多夥計撐，驚乜呀？記住我個名，Laughing Sir呀 ！ 」（無論Laughing生還是死，Laughing都會在這裡，一天警察，一輩子都是警察。穿得起這套制服，這么多同事支持，怕什麽啊？記著這名字，Laughing Sir啊！）然而，這個新結局被一些觀眾形容為很爛。。電視劇監製黃偉聲表示，《學警系列》三部曲原以本輯作結，但因「Laughing哥」的熱潮，最快於2009年底或2010年初開拍第四輯，並會交代一切細節。

### 衍生作品
2009年4月1日，無綫電視電視廣播業務總經理陳志雲在《志雲飯局》節目錄影之後宣佈，無綫電視將與邵氏兄弟合作開拍《學警狙擊》的前傳，並即場向謝天華送上電影合約。電影於同年8月13日上映，累積票房約一千五百萬港元。2011年，無綫電視決定開拍以Laughing哥為主角的電視劇《潛行狙擊》，內容圍繞Laughing哥當臥底的故事。電視劇於同年8月1日首播，內容講述《學警狙擊》兩年後的臥底任務。可是由於該劇以Laughing哥犯下謀殺罪被判終身監禁作為大結局，與他在《學警狙擊》期間英勇殉職獲安葬浩園的反差很大，引起了不少觀眾的不滿，並寧願Laughing哥當初沒有復活。2011年9月9日，即電視劇《潛行狙擊》大結局當晚，劇集工作人員在劇集網站透露將會開拍一套電影，名為《Laughing Gor之潛罪犯》，電影於同年12月29日上映。

### 1997年五元硬幣炒賣潮
Laughing哥於劇中遇上選擇時，經常使用一個五元硬幣來擲銀決定。所用的五元硬幣道具，是1997年紀念香港主權移交時發行的法定五元硬幣，由於發行量低，加上適逢Laughing哥熱潮，該款五圓硬幣更曾被炒賣至接近300港元。

### 2011年廣州區人大選舉
2011年，於另一套以Laughing哥為主角的電視劇《潛行狙擊》播放期間，適逢9月8日是廣州市區縣一級人大代表選舉。有一部份對於正式候選人不認同的選民，在選票「另選他人」一欄填上「梁笑棠」或其飾演者「謝天華」的名字。例如於番禺區小谷圍第六選區，「梁笑棠」得26票，排名第四；白雲區黃石街第四選區，「梁笑棠」也獲得23票。

### 東莞第五高級中學
在《潛行狙擊》播放期間，有網民發現，東莞第五高級中學高二級教室的牆上，曾掛出“信Laughing哥，必考本科”等字句，但是被校方拒絕使用。

## 外部連結
- TVB劇集《學警狙擊》 （页面存档备份，存于）